# Georg Konrad von der Goltz

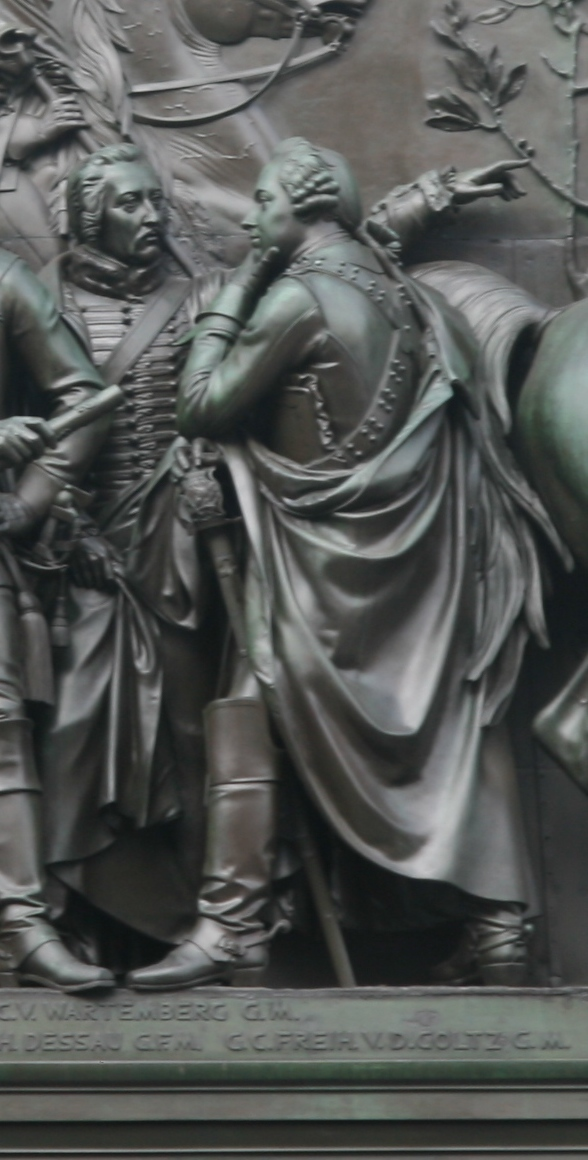
Georg Konrad von der Goltz auf dem Reiterstandbild Friedrichs des Großen unter den Linden zusammen mit von Wartenberg

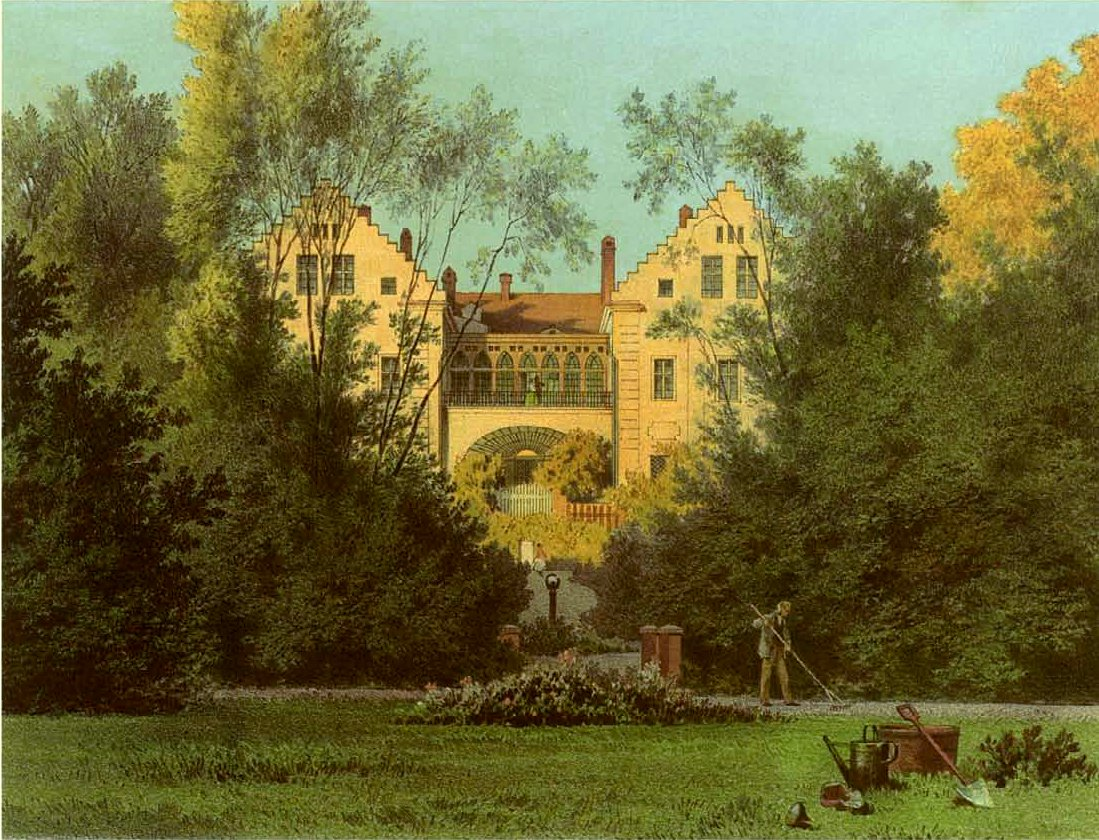
Rittergut Kuttlau um 1860, Sammlung Alexander Duncker

Georg Konrad Freiherr von der Goltz (* 4. Oktober 1704 in Parsow; † 4. August 1747 in Berlin) war ein preußischer Generalmajor, Chef der Gensdarmes sowie Generalkriegskommissar. Außerdem Amtshauptmann von Cottbus, Peitz und Aschersleben, Ritter des Johanniterordens und designierter Komthur von Lagow sowie Erbherr auf Kuttlau, Neukrantz und Mellentin.

## Leben

### Herkunft
Georg Konrad war der Sohn des polnischen Rittmeisters Henning Bernhard Freiherr von der Goltz (1681–1734) und dessen Ehefrau Elisabeth Katharina, geborene von Heydebreck aus dem Hause Parsow (1685–1768). Sein Vater war Erbherr auf Heinrichsdorf, Reppow, Blumenwerder, Langhoff, Latzig, Winckelberg und Boosdorf. Seine Brüder Karl Christoph und Balthasar Friedrich schlugen ebenfalls eine Militärkarriere ein und brachten es beide bis zum Generalleutnant in der Preußischen Armee.

### Karriere
Goltz studierte bei den Jesuiten in Thorn sowie auf der Universität Halle. Sein Onkel, der polnische Minister von Manteufel, holte ihn 1725 in die Dienste des sächsisch-polnischen Königs August II. 1727 wurde er Legationsrat und mit dem Grafen Hoym nach Frankreich geschickt, wo er zwei Jahre verblieb. Goltz kehrte dann nach Sachsen zurück und wurde dort zum wirklichen Legationsrat und Kammerherrn ernannt. Als sein Onkel den Ränkespielen am Hof zum Opfer fiel, nahm Goltz seinen Abschied und wechselte zur Preußischen Armee.
Am 22. Oktober 1729 erhielt er eine Kompanie im Dragonerregiment „von der Schulenburg“. 1733 wurde Goltz vom preußischen König Friedrich Wilhelm I. mit diplomatischen Aufträgen betraut. Er wurde nach dem Tod von König August II. nach Warschau geschickt, um über die Umtriebe der Parteien zur Wahl von dessen Nachfolger Bericht zu erstatten. 1734 war er beim Rheinfeldzug dabei. Im Jahr darauf wurde Goltz Oberstleutnant im Dragonerregiment „von Moellendorff“. 1740 wurde er vom neuen König Friedrich II. nach Berlin geholt. Er war schon im August nach Gotha und Eisenach unterwegs; von dort brachte er das Infanterieregiment „Sachsen-Eisenach“ mit.
Im Ersten Schlesischen Krieg war es Goltz, der die Bedingungen für die Übergabe von Breslau verhandelte. Am 7. März 1741 wurde er vom König von Schweidnitz zum Korps des Prinzen Leopold von Dessau geschickt. Er führte die Pläne zum Sturm auf die Festung Glogau mit sich. Der Angriff erfolgte am 8. März 1741, zusammen mit den Markgrafen Karl war er der erste Offizier auf dem Festungswall. Mit einer Grenadierkompanie drang er auf den Markt vor, entwaffnete die Hauptwache und besetzte das Haus des österreichischen Gouverneurs General Graf von Wallis, wobei er diesen gefangen nahm. Für diese Tat erhielt er den Orden Pour le Mérite und das Gut Kuttlau. Danach eilte er mit vierzehn Eskadronen zur königlichen Armee bei Mollwitz, traf aber erst nach der Schlacht ein und erhielt den Auftrag, dem Feind nachzusetzen. Am 17. Mai 1741 wurde Goltz zum Oberst ernannt und erhielt das „primas preces“ auf eine Domherrenstelle in Magdeburg. Danach befand er sich bei der Belagerung von Brieg, wo er für den Proviant der Armee zuständig war, und folgte 1742 der Armee des Königs nach Böhmen. Dort kämpfte er dann in der Schlacht bei Chotusitz (Czaslau) und der Belagerung von Prag. Am 25. Mai 1743 wurde er Generalmajor und Chef der Gensdarmes.
Am 4. Juni 1745 führte Goltz in der Schlacht bei Hohenfriedberg eine Brigade Kavallerie auf dem rechten Flügel. Er kämpfte tapfer und konnte persönlich den sächsischen Generalmajor von Schlichting gefangen nehmen. Danach verhandelte er mit dem General Harsch einen Gefangenenaustausch, der am 29. Juni vollzogen wurde. Dafür machte ihn der König zum Generalkommissar der Armee und am 27. Juni 1745 noch zum Amtshauptmann von Cottbus und Peitz.
In der Schlacht bei Soor führte Goltz am 30. September 1745 eine Brigade Kavallerie auf Gensdarmes und dem Regiment Buddenbrock beim ersten Angriff. Er vertrieb 50 kaiserliche Schwadronen von einer wichtigen Anhöhe, so dass der Weg zur feindlichen Hauptbatterie frei wurde. Danach wandte er sich auf den linken Flügel, was die Schlacht entschied. Nach den Kämpfen ging die Einheit wieder in die Winterquartiere. Die Kaiserlichen versuchten nun, in die Kurmark vorzudringen, und Goltz wurde ihnen entgegengeschickt. Im November 1745 traf er mit seiner Brigade bei Katholisch-Hennersdorf auf vier sächsische Kavallerieregimenter, die geschlagen wurden. Noch im Dezember wurde er nach Stolpe geschickt, um zu verhindern, dass die Kaiserlichen dort während der Schlacht bei Kesselsdorf eingreifen konnten.
Nach dem Frieden ließ er zahlreiche Vorratsspeicher errichten, um dem drohenden Getreidemangel entgegenzuwirken. Zudem organisierte Goltz die Einrichtung des neugegründeten Invalidenhauses in Berlin. Als Kriegskommissar führte er neue Brotwagen und Öfen, aber auch Schiffe ein. Das alles zehrte an seiner Gesundheit, so dass er schwer erkrankte und am 4. August 1747 starb. Während seiner Krankheit besuchte ihn der König, und als er starb, ordnete dieser an, dass die Offiziere des Regiments einen Trauerflor am Arm zu tragen hatten. Zudem widmete ihm der König eine Éloge.
Goltz war seit dem 31. Januar 1744 auch Ehrenmitglied des Akademie der Wissenschaften in Berlin. Er wurde 1851 als ganzfiguriges Standbild auf dem Reiterstandbild Friedrichs des Großen abgebildet.

### Familie
Goltz war seit dem 4. Februar 1734 mit Charlotte Wilhelmine von Grävenitz (1720–1771) verheiratet. Sie war die Nichte und Adoptivtochter von Wilhelmine Gräfin von Würben-Grävenitz, bzw. Tochter des württembergischen Generals Karl Ludwig von Grävenitz (1688–1733). Aus der Ehe gingen folgende Kinder hervor:
- Wilhelm Bernhard (1736–1795), preußischer Gesandter in Sankt Petersburg, später in Versailles ⚭ Cornelia Jacobine von Steengracht
- Louise Charlotte (1738–1759) ⚭ 6. März 1756 Ludwig Philipp vom Hagen
- Auguste Christine (1739–1764) ⚭ Friedrich Wilhelm Arnold von Beeren
- Karl Franz (1740–1804), preußischer Kriegsminister ⚭ Henriette Wilhelmine Baermann (1756–1818)
- Henriette Elisabeth (1742–1811) ⚭ Hans Christoph von Bardeleben (1722–1792)[4]
- Leopold Heinrich (1745–1816), preußischer Generalleutnant und Gesandter ⚭ Eleonore Juliane von Maltzahn (1767–1798)
- Georg Conrad (* 1747)